# 랜덤 하트
랜덤 하트(Random Hearts)는 미국에서 제작된 시드니 폴락 감독의 1999년 드라마, 멜로/로맨스 영화이다. 해리슨 포드 등이 주연으로 출연하였고 시드니 폴락 등이 제작에 참여하였다.

## 출연

### 주연
- 해리슨 포드
- 크리스틴 스콧 토마스

### 조연
- 찰스 듀튼
- 보니 헌트
- 데니스 헤이스버트
- 시드니 폴락

## 제작진
- 미술: 바바라 링
- 의상: 버니 폴락
- 배역: 데이빗 루빈